# Старокозацька вулиця
Старокозацька вулиця — вулиця на півдні Половиці й Фабрики у Шевченківському й Центральному районах міста Дніпро.
Вулиця рівнинна; є продовженням нагірної вулиці Паторжинського від підніжжя Гори; змінює напрям уліво після вулиці Фабра й проспекту Поля; закінчується на Підгірній слобідці на вулиці Бандери.
Довжина вулиці — 2200 м.

## Історія
Початкова відома назва — Козацька вулиця. У 19 сторіччі закінчувалася на вулиц Садовій (сучасна вулиця Фабра) після якої лежала Острожнаий майдан (потім В'язницький майдан).
1923 року Козацька вулиця перейменована на Комсомольську.
2016 року вулиці було повернено історичну назву Старокозацька вулиця.

## Перехресні вулиці
- вулиця Паторжинського,
- Виконкомівська вулиця,
- вулиця Січових Стрільців,
- вулиця Грушевського,
- Троїцька вулиця,
- вулиця Короленка,
- Воскресенська вулиця,
- вулиця Фабра,
- сквер Героїв,
- проспект Поля,
- вулиця Савченко,
- вулиця Бандери.

## Будівлі
- № 5 — будинок Губергрица,
- № 10а — Відділ регистрації смертей Дніпровського міського управління юстиції,
- № 15 — будинок Заморуєва,
- № 22 — пам'ятка архітектури «Будинок 3-поверховою зовнішніми сходами»,
- № 25 — житловий комплекс «Першозванівський»,
- № 26 — готель «Бон отель»,
- № 26а — римо-католицька каплиця Святого Йосипа,
- № 29а — пам'ятка архітектури старого Катеринослава,
- № 33 — пам'ятка архітектури «фіолетова будівля з годинником»,
- № 34а — офісний центр,
- № 34 — Дніпровський міський центр обслуговування клієнтів ПАТ «ДТЕК Дніпрообленерго»,
- № 40б — Почесне генеральне консульство Турецької республіки у місті Дніпро,
- № 47 — житловий комплекс «Беверлі»,
- № 50 — Консульство Азербайджану,
- № 51а — середня школа № 21,
- № 52б — житловий комплекс «Садовий»,
- № 52г — Дніпровська обласна організація фізкультурно-спортивного товариства «Спартак»,
- № 52 — офісна будівля Дніпропетровської обласної державної адміністрації Президента України,
- № 54 — Кондомініум «Парковий»,
- № 56 — Департамент капітального будівництва Дніпропетровської обласної адміністрації,
- № 60 — Обласна бібліотека для молоді,
- № 63 — Дніпровський базовий військовий шпиталь (в/ч А-4615),
- № 66 — прибутковий будинок І. Я. Єзау,
- № 71 — колишній Земський арештний будинок.

## Світлини

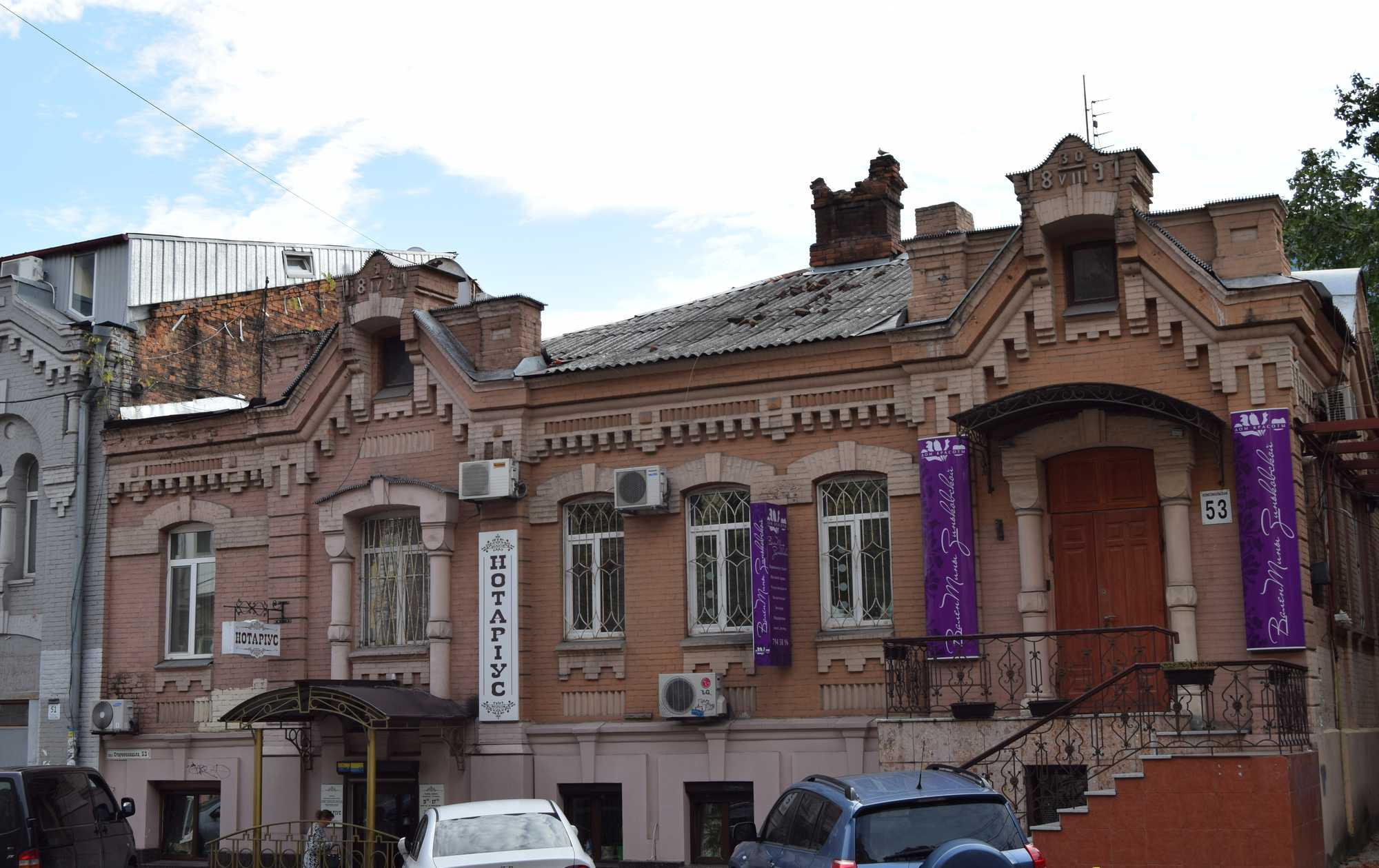
Старокозацька вулиця, 1
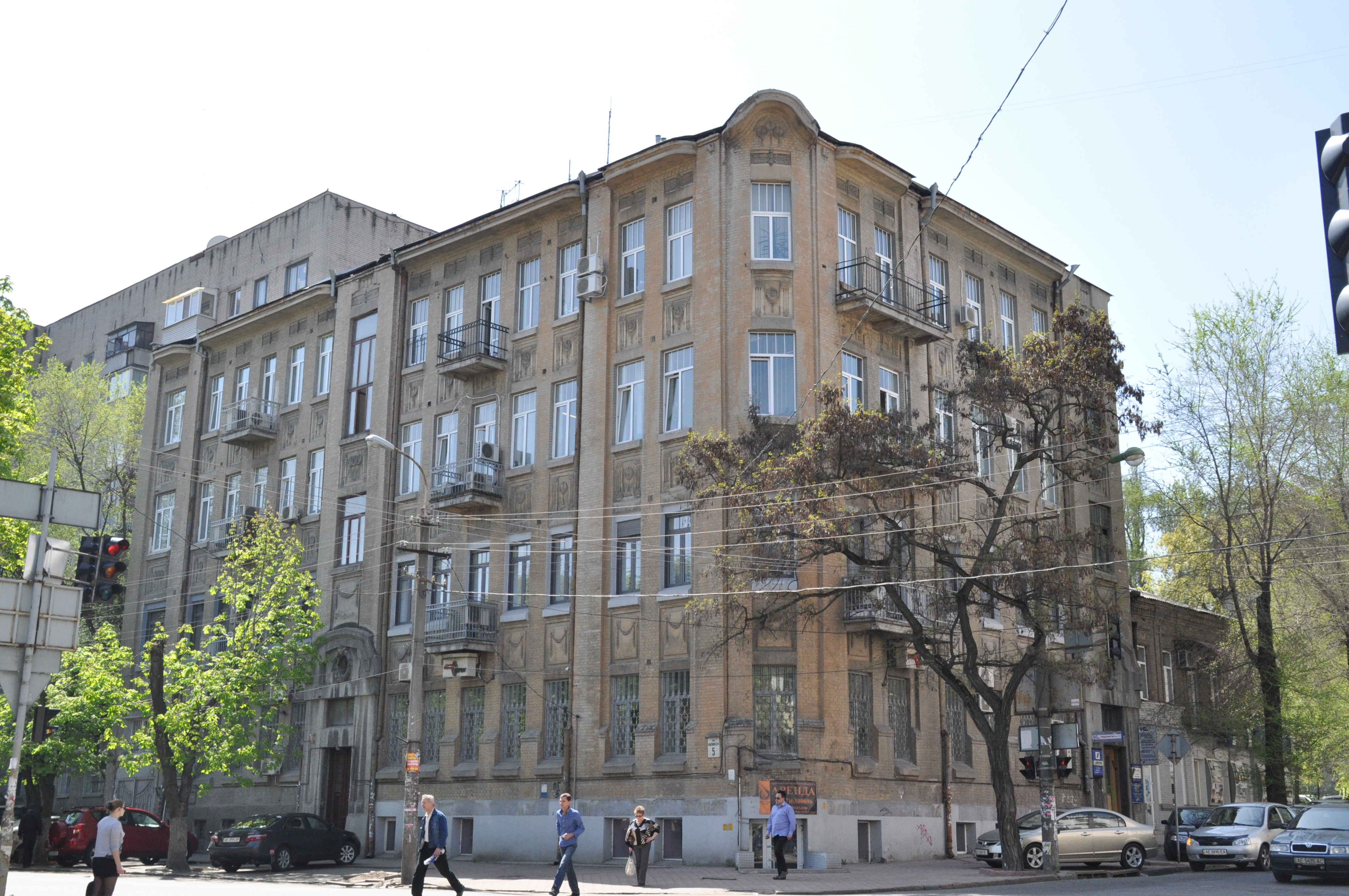
Старокозацька вулиця, 5 (будинок Губергрица)
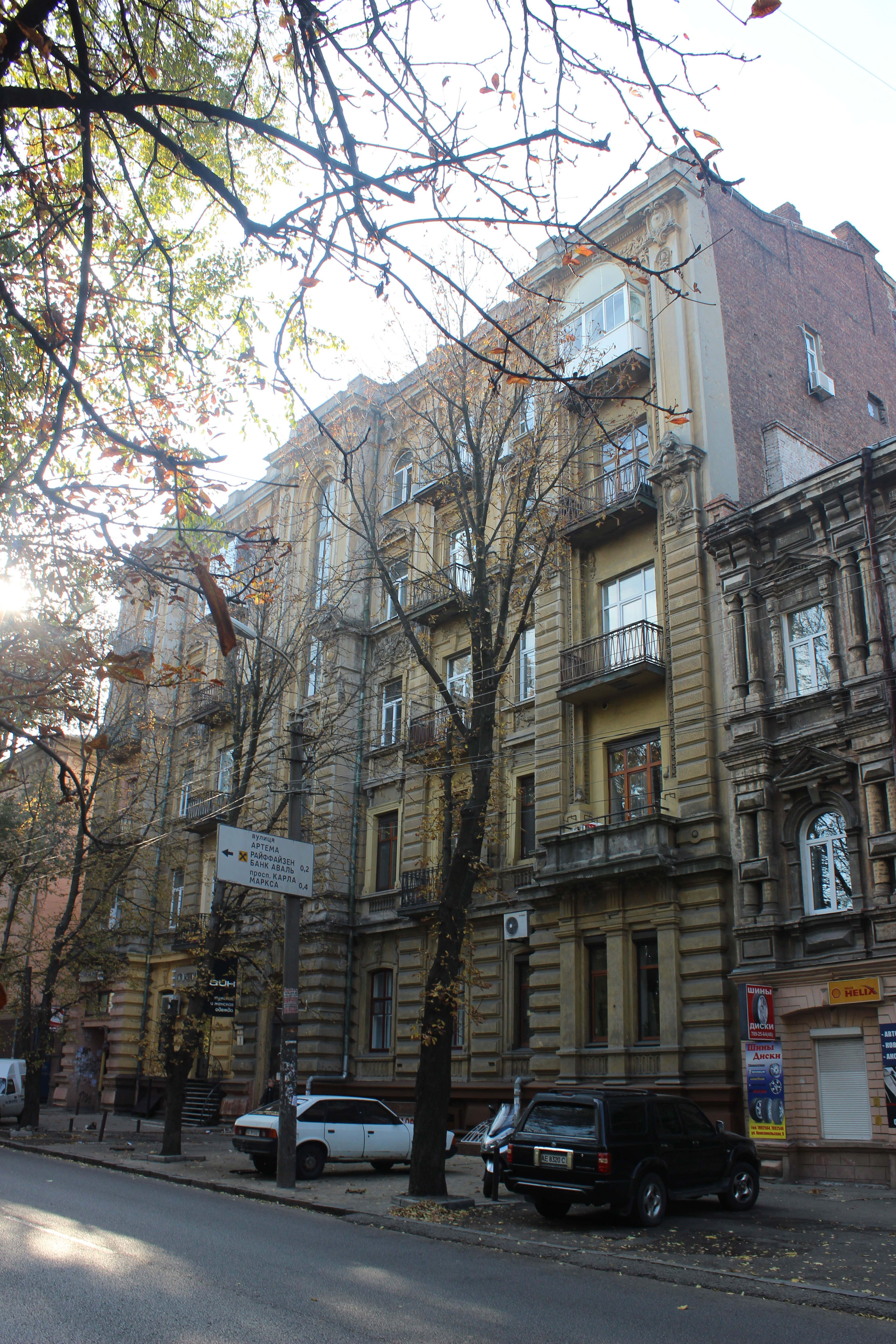
Старокозацька вулиця, 7
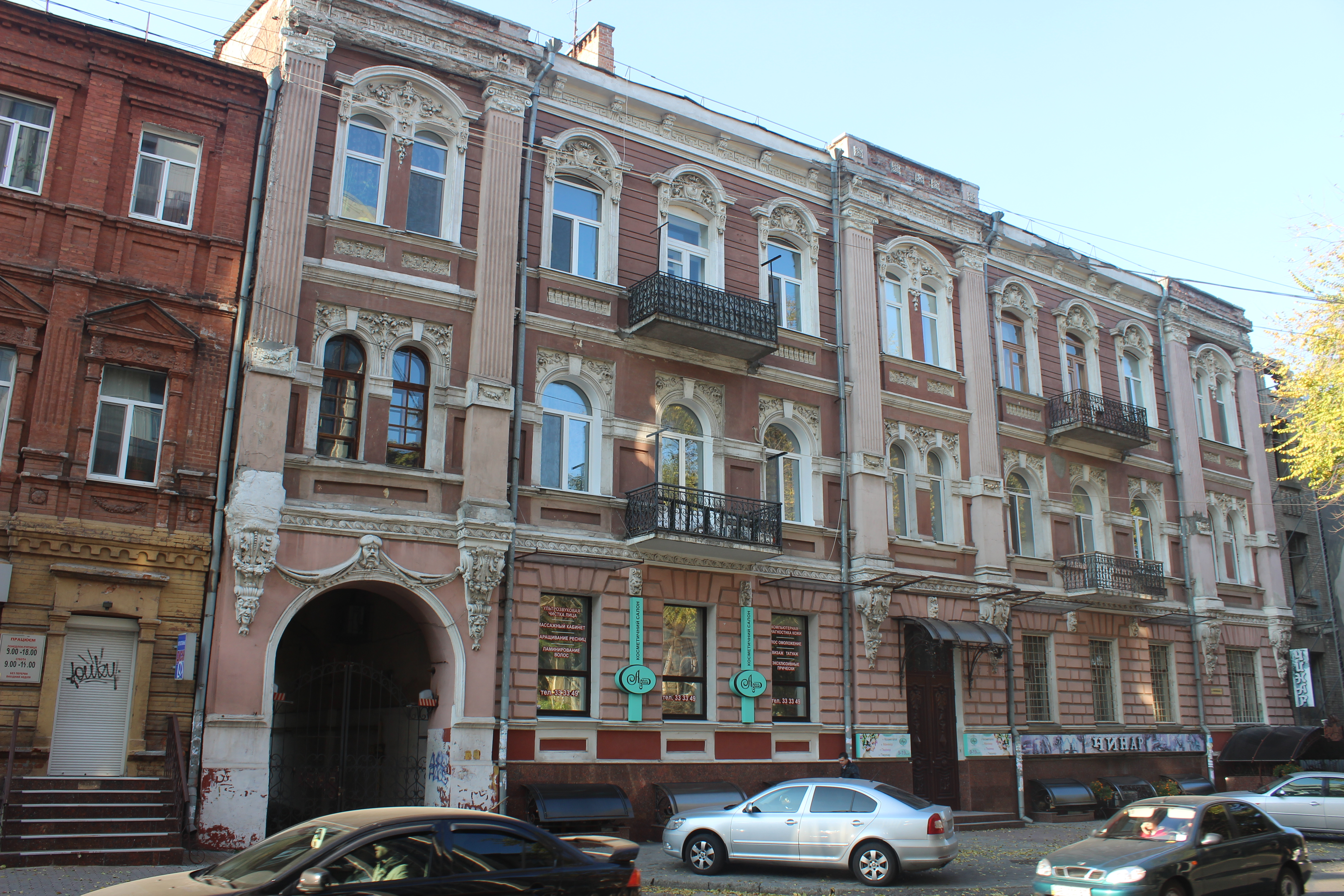
Старокозацька вулиця, 15
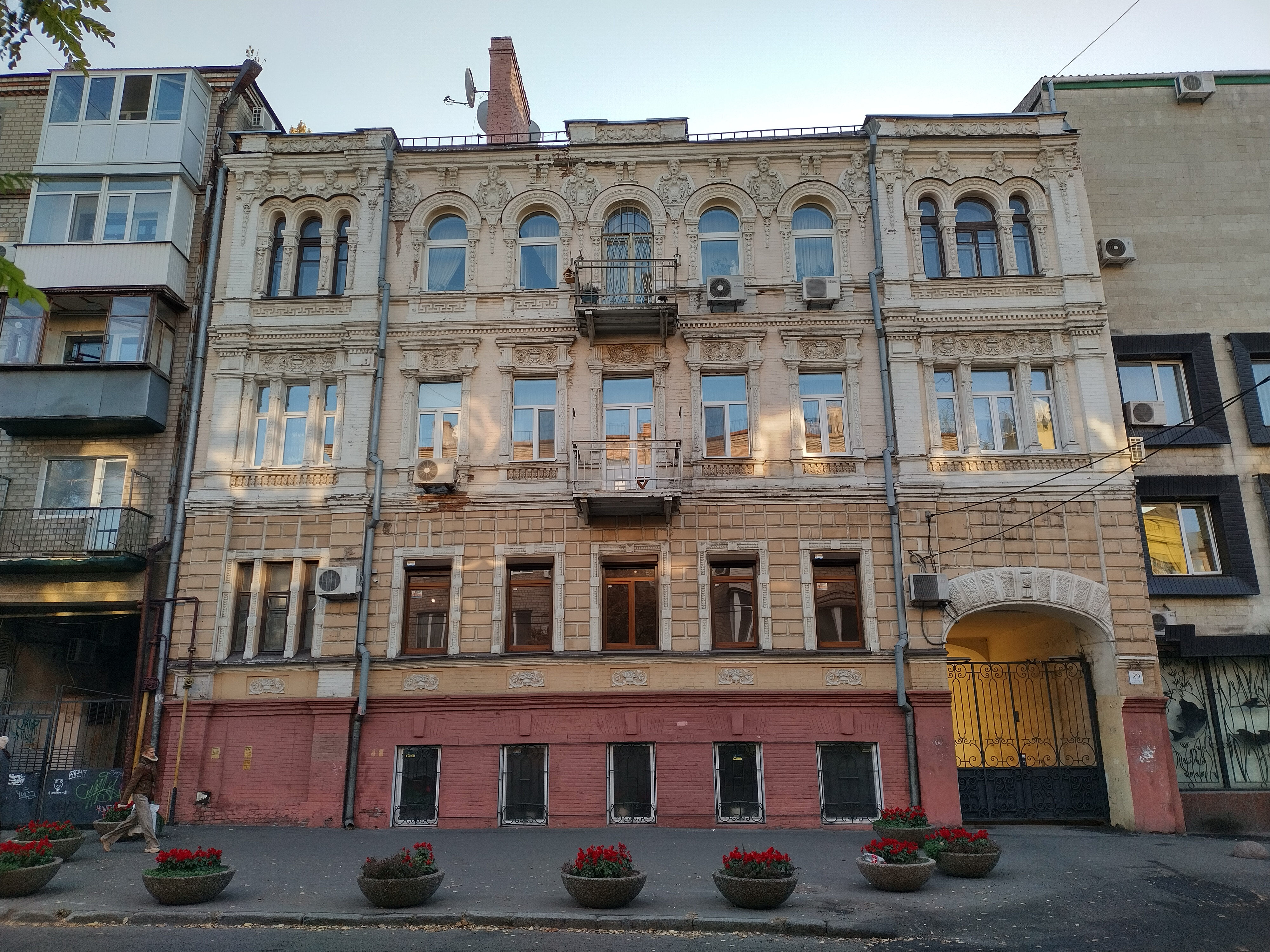
Старокозацька вулиця, 29
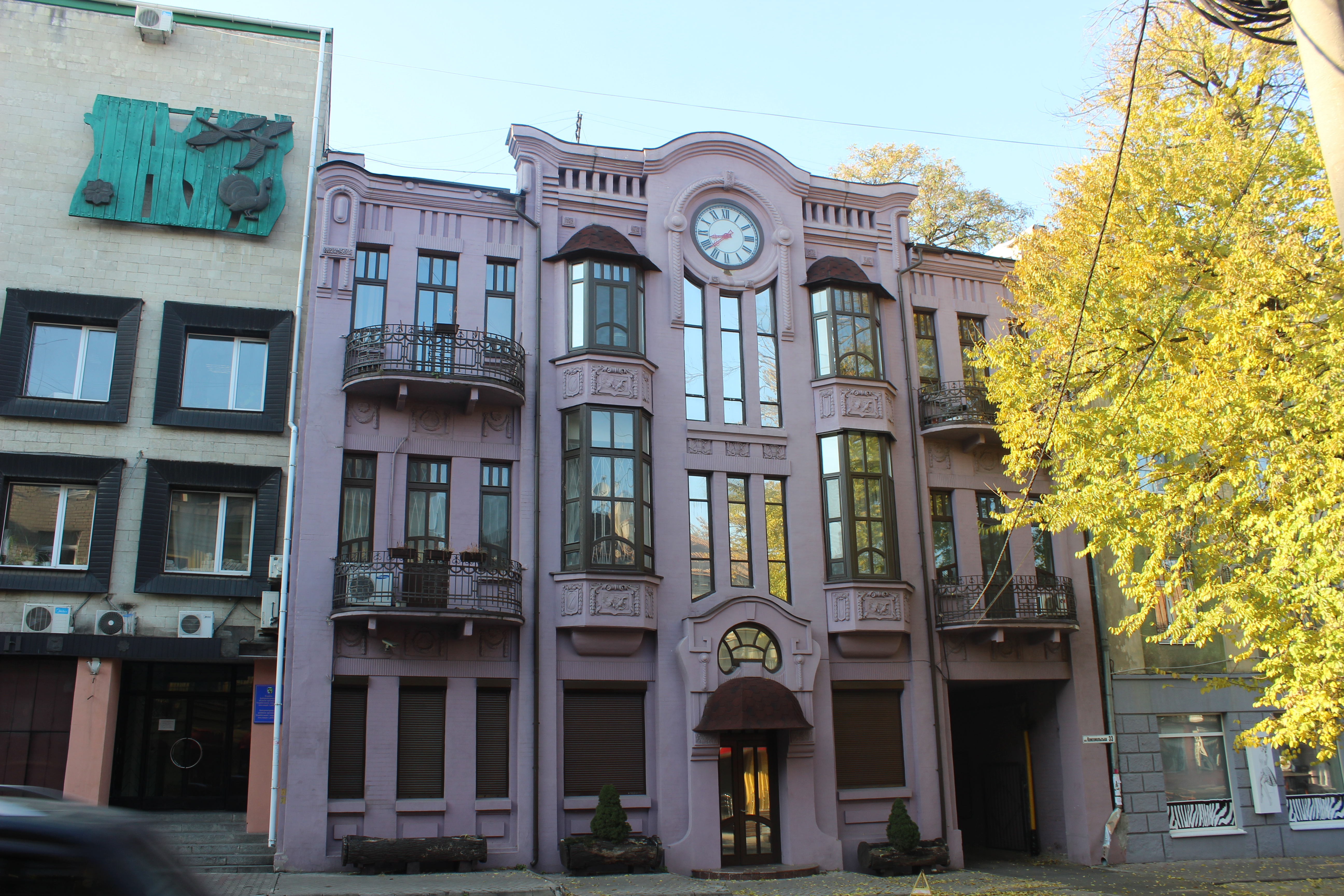
Старокозацька вулиця, 33
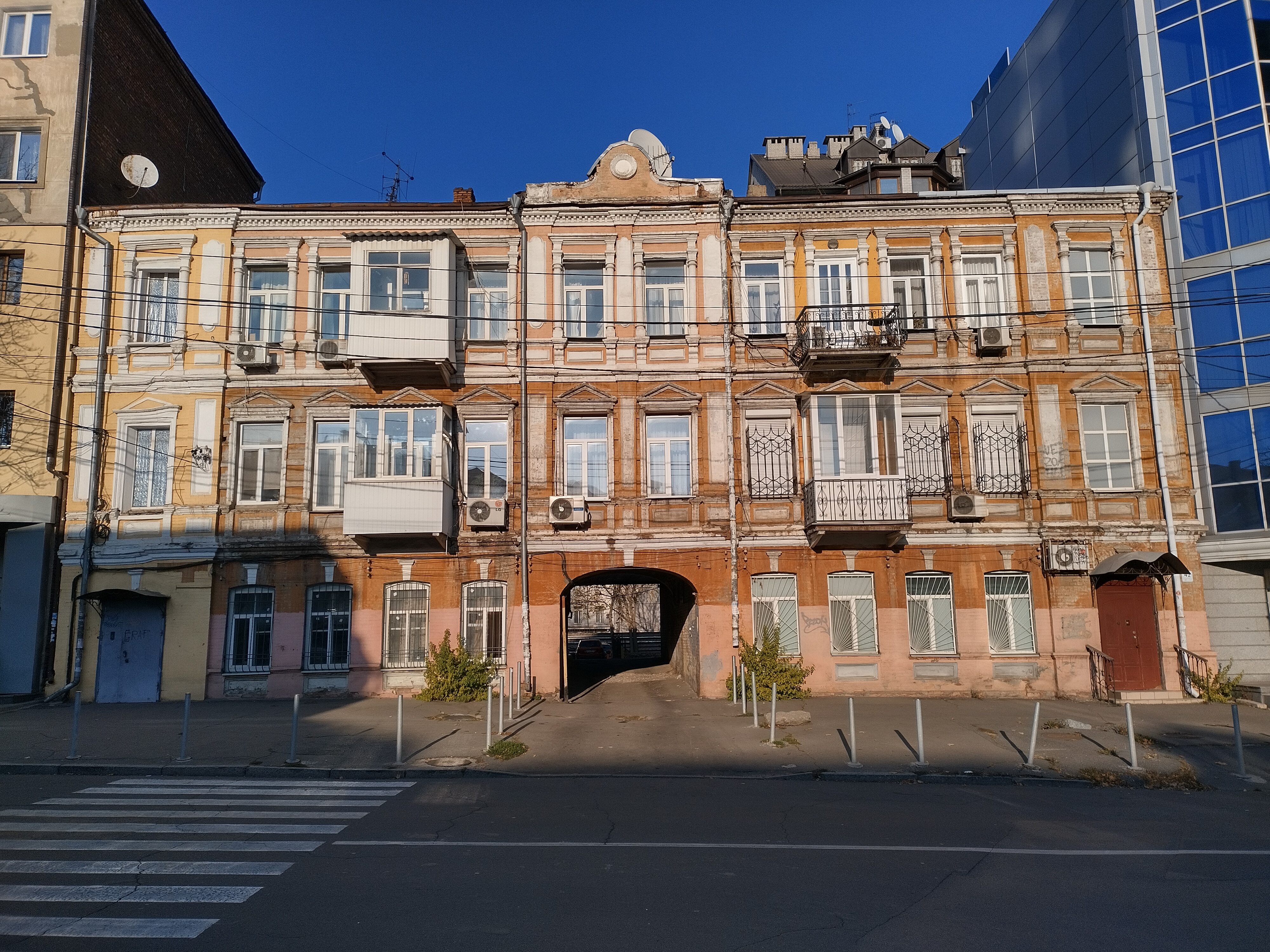
Старокозацька вулиця, 42
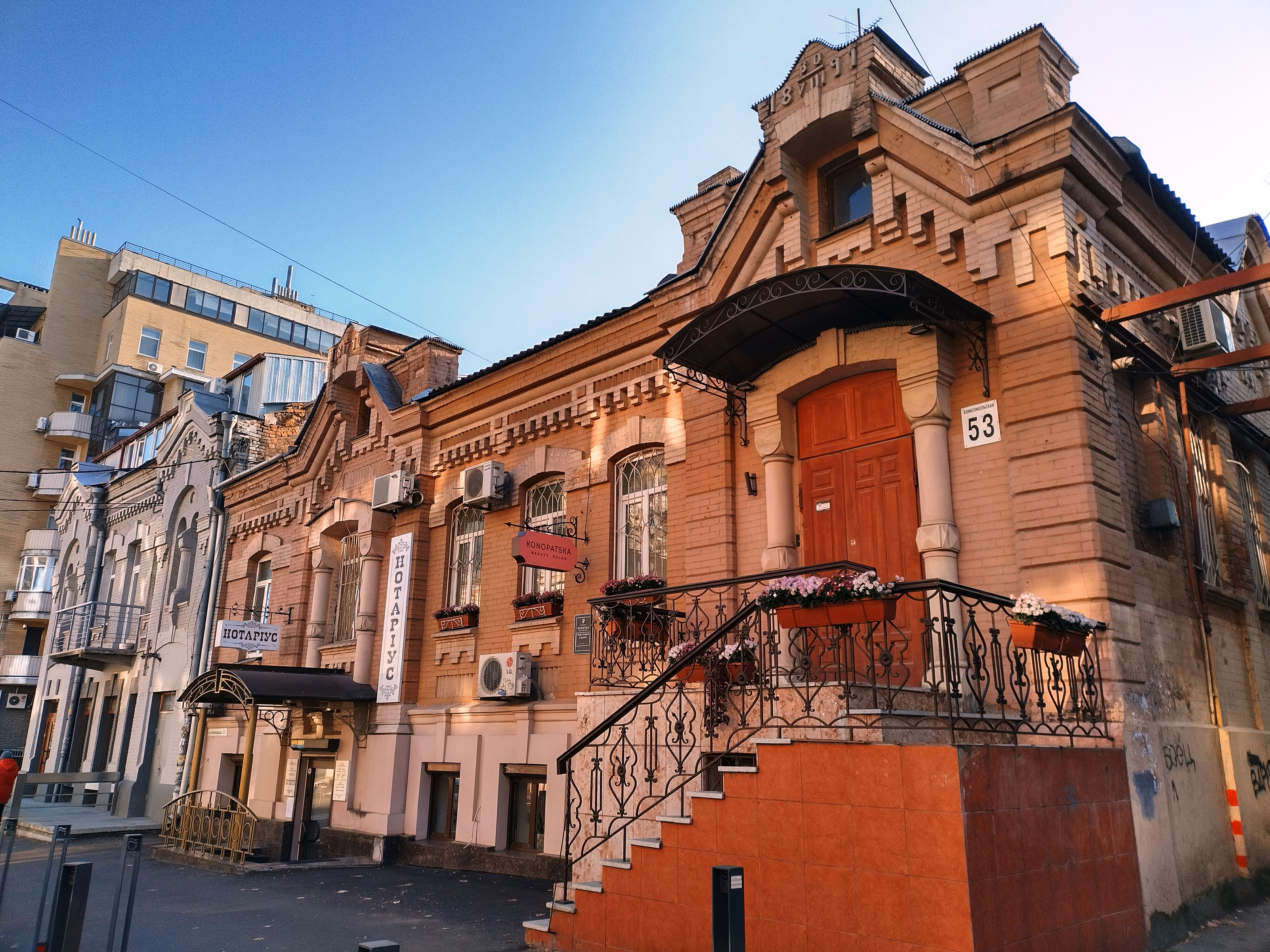
Старокозацька вулиця, 53
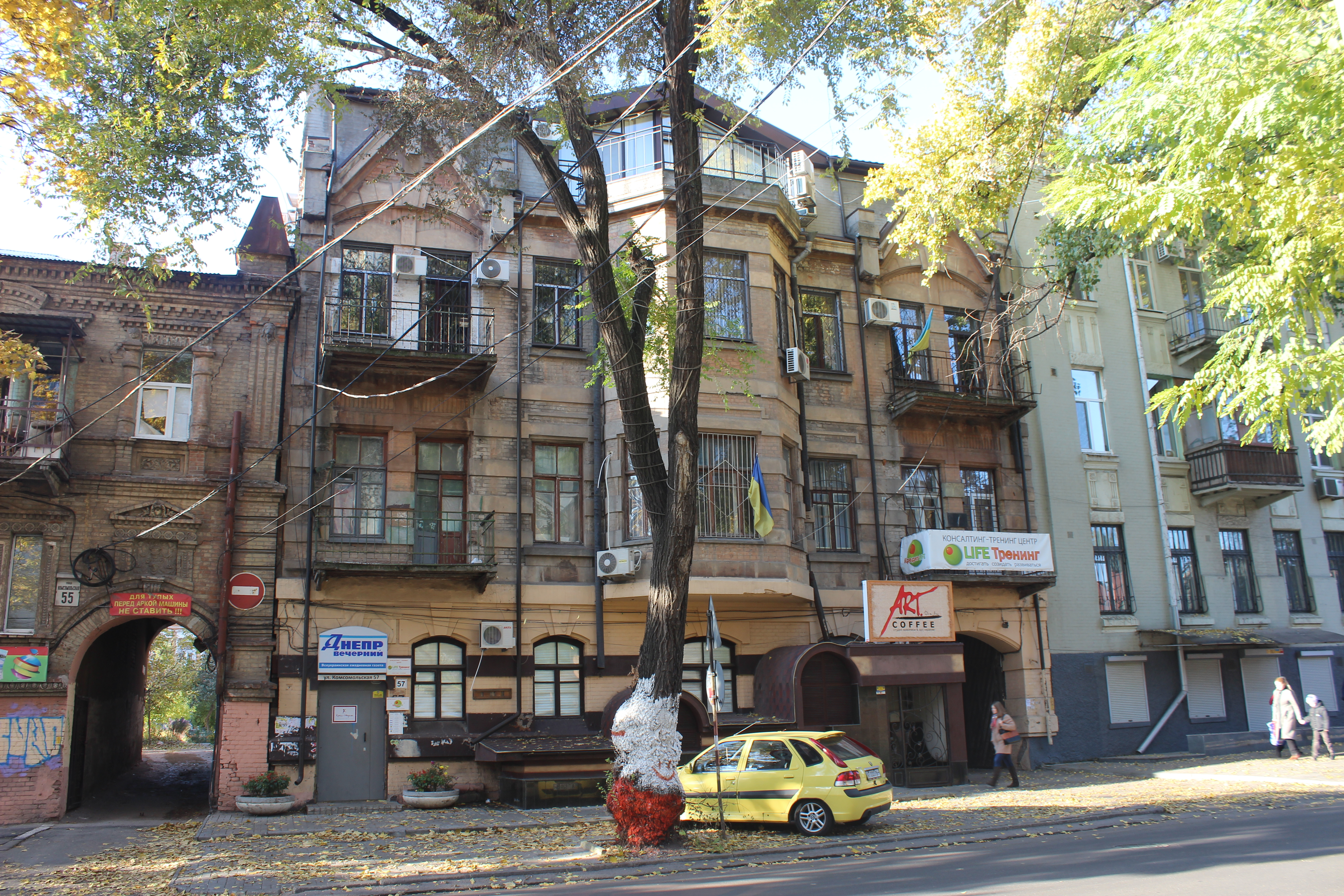
Старокозацька вулиця, 57
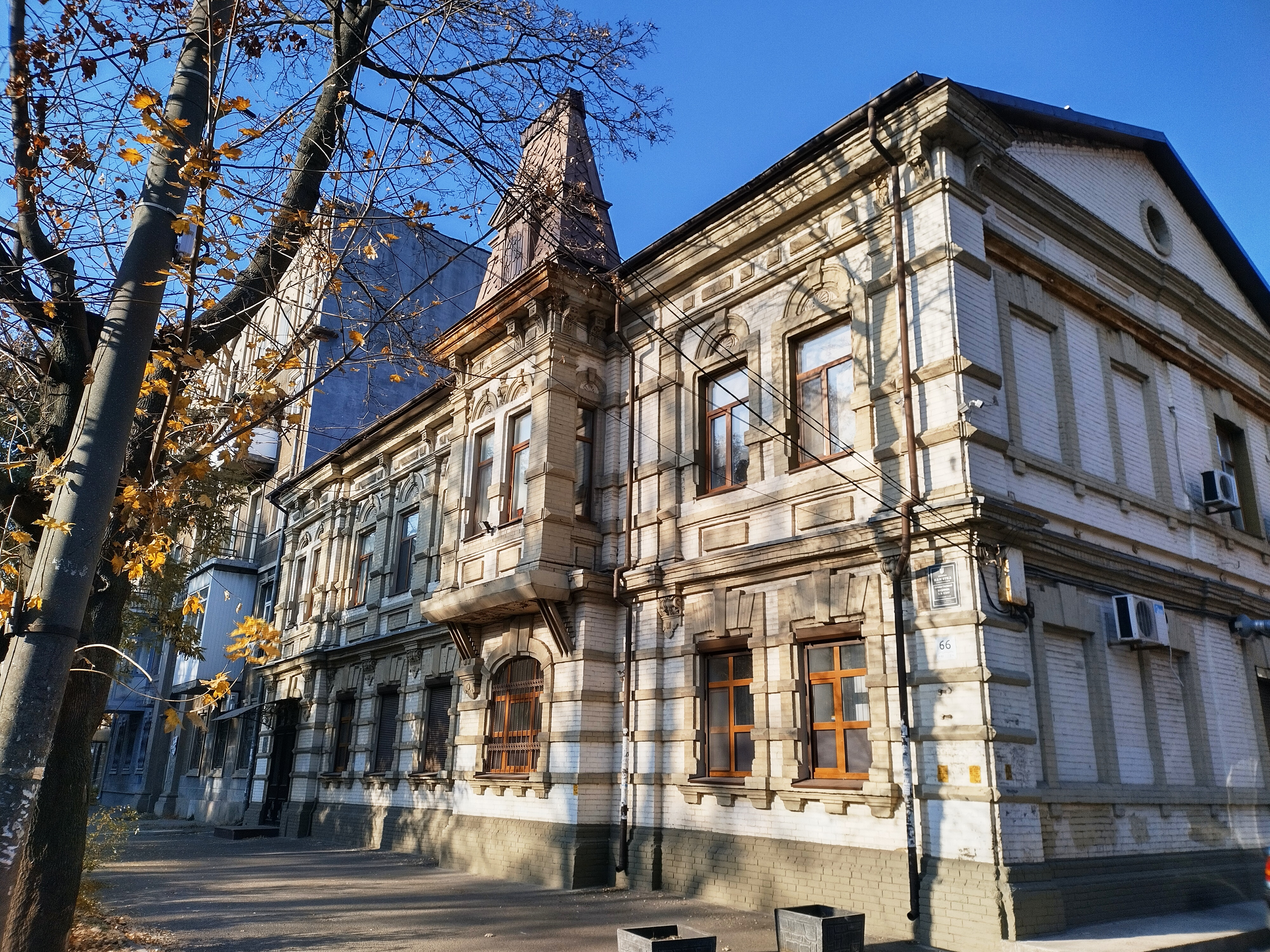
Старокозацька вулиця, 66 (прибутковий будинок І. Я. Єзау)